# San Antonio (Tahmek)
San Antonio, es una población del municipio de Tahmek en el estado de Yucatán, México.

## Toponimia
El nombre (San Antonio) hace referencia a Antonio de Padua. 

## Demografía
Según el censo de 1990 realizado por el INEGI, la población de la localidad era de 0 habitantes.
| 9                           | 0 |
| (Fuente: INEGI [Consultar]) |   |